# 杜桥街道
杜桥街道，是中华人民共和国陕西省渭南市临渭区下辖的一个乡镇级行政单位。

## 行政区划
杜桥街道下辖以下地区：
乐天社区、铁二十局社区、国贸社区、西岳社区、三贤路社区、红化社区、市财政社区、杜桥社区、渭纺社区、朝阳西路社区、中心广场社区、惠园社区、盈田村、车雷村和五里铺村。